# Gran Premio di San Marino 1990
Il Gran Premio di San Marino 1990 è stato la terza prova del Campionato mondiale di Formula 1 1990. Disputata il 13 maggio 1990 all'Autodromo Enzo e Dino Ferrari di Imola, la gara si svolse davanti a una buona presenza di pubblico e fu caratterizzata da diversi duelli tra i piloti, alcuni dei quali al limite del regolamento. Nonostante la McLaren avesse dominato le qualifiche occupando la prima fila dello schieramento, fu Riccardo Patrese, alla guida della sua Williams, a imporsi per la terza volta in carriera, precedendo l'austriaco Gerhard Berger e Alessandro Nannini su Benetton. Completarono la zona punti Alain Prost della Ferrari, Nelson Piquet e Jean Alesi.
Il leader del mondiale Ayrton Senna fu invece costretto al ritiro dopo appena tre giri per la rottura di un cerchione della ruota. Questo fatto permise ai suoi rivali Prost e Berger di avvicinarlo in classifica piloti, portandosi ad una sola lunghezza di distanza.

## Vigilia

### Organizzazione dell'evento
L'evento venne organizzato dalla società Sagis ed ebbe una buona risposta da parte del pubblico, tanto che per il fine settimana era prevista una partecipazione di circa duecentomila persone. I biglietti delle tribune, infatti, erano già esauriti da tempo con una previsione di incasso pari a 10 miliardi di lire. Come eventi di contorno furono previsti il Volvo Hole in One, ossia un mini torneo di golf che vide come vincitori tra i piloti Nigel Mansell e tra i giornalisti Ercole Colombo, e un torneo di tennis, in cui prevalse Riccardo Patrese che batté in finale il presidente di Volvo Italia Luc Bracke. Il sabato pomeriggio venne anche consegnato da un deputato del dicastero del Turismo e dello sport della Repubblica di San Marino il Premio Villeneuve ad Ayrton Senna.
Per l'occasione furono allestiti convogli ferroviari speciali da Bologna, Milano, Venezia e Rimini. Diversi anche i volti noti presenti, tra cui Edi Orioli, Michael Mair, l'ingegnere della Porsche Hans Mezger e il direttore generale della FIAT Cesare Romiti.

### Sviluppi futuri
Durante il fine settimana venne reso noto ai team il nuovo regolamento sportivo che sarebbe entrato in vigore a partire dal Gran Premio di Monaco. Le modifiche riguardavano vari articoli, tra cui l'art. 26 che eliminò i limiti di cambi di propulsore nell'arco di una stagione, il 31 e 32, che specificarono meglio le modalità di svolgimento delle prequalifiche e aumentarono a tre i numeri di treni di pneumatici utilizzabili in questa sessione. La parte più corposa di novità riguardò comunque la procedura di partenza; venne infatti stabilito nel nuovo art. 111 che, se un pilota non fosse riuscito a schierarsi o sceglieva di partire dalla pitlane, gli altri concorrenti avrebbero guadagnato una posizione sulla griglia e il suo posto non sarebbe più rimasto vuoto come in precedenza; inoltre chi faceva ripetere la procedura di partenza veniva automaticamente retrocesso in ultima posizione. Se più piloti non riuscivano a partire si schieravano in fondo allo schieramento seguendo l'ordine di qualifica.
Fu inoltre resa nota la collaborazione tra Brabham e Yamaha per il 1991. A giugno, infatti, un telaio della BT58 sarebbe stato inviato in Giappone per eseguire i primi test.

### Aspetti tecnici

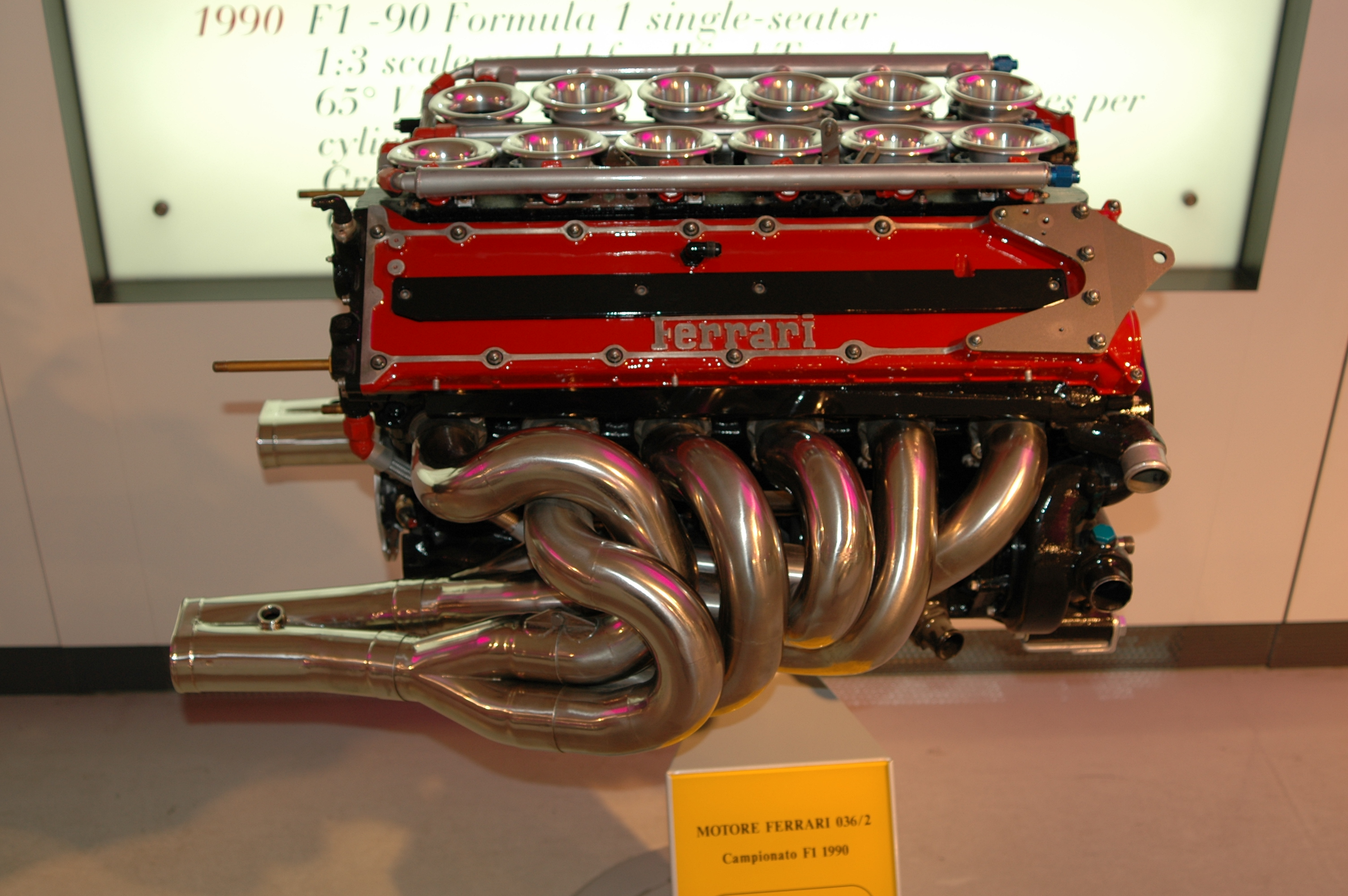
Lo 036/2 utilizzato dalla Ferrari durante la gara

Per la gara di Imola diverse scuderie apportarono modifiche alle proprie vetture, introducendo diverse novità; tra queste la Ferrari portò il nuovo motore, marchiato Tipo 037, più compatto rispetto al precedente e costruito in modo da garantire una maggiore possibilità di sviluppo dello stesso. Venne comunque utilizzato per cautela solo durante le prove, mentre durante la gara si continuò a usare lo 036/2. Fu inoltre montato il nuovo alternatore della Magneti Marelli. La Tyrrell, invece, portò al debutto la nuova 019, caratterizzata da un rivoluzionario profilo anteriore, risultando la prima vettura di Formula 1 a muso rialzato. La casa inglese montò anche nuove prese dei freni Carbon Industrie e utilizzò un motore evoluto. Anche la Williams fece modifiche in questo ambito, modificando le prese d'aria in modo da raffreddare meglio l'impianto frenante. Applicò inoltre alcune migliorie aerodinamiche al posteriore.

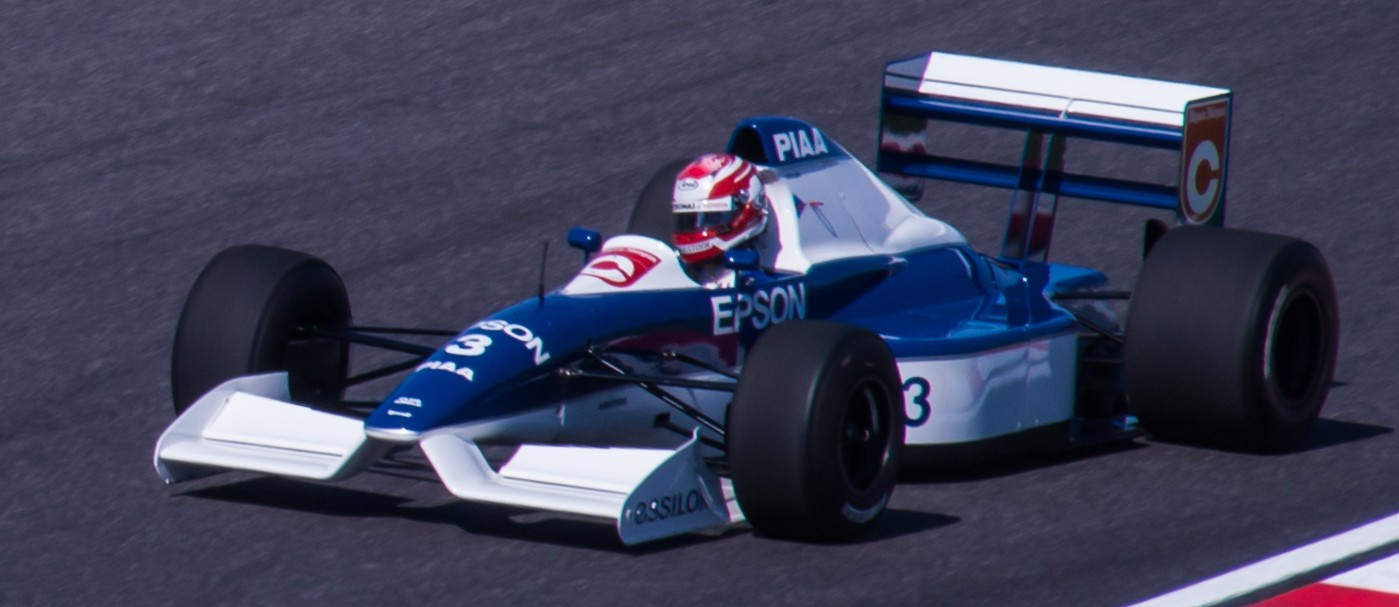
La Tyrrell 019 con il suo rivoluzionario profilo alare anteriore, qui guidata da Satoru Nakajima durante un'esibizione

Minori le novità portate dagli altri team; la McLaren era impegnata nel testare nuove prese d'aria per il raffreddamento dei freni e una pinza dei freni più grande, mentre la Scuderia Italia portò un nuovo radiatore sulla vettura di De Cesaris e modificò l'avantreno in quella di Pirro per ridurre le turbolenze. La Lotus utilizzò un telaio nuovo, riservato a Derek Warwick, e modificò il cofano motore. Diverse squadre, tra cui Minardi, Arrows e Ligier (quest'ultima aveva modificato pure le fiancate) portarono una vasta selezione di alettoni; modifiche aerodinamiche vennero fatte anche dalla Leyton House la quale, dopo che Ivan Capelli aveva danneggiato il nuovo telaio, trasferì le novità tecniche sul vecchio, comprese le nuove sospensioni anteriori caratterizzate dalla particolare posizione dei bilancieri. La Larrousse utilizzò invece un nuovo cambio, mentre la Coloni alleggerì la vettura di 21 chilogrammi.

### Aspetti sportivi
La prima gara della stagione europea portò alcuni cambiamenti nello schieramento: la Brabham licenziò Foitek, sostituendolo con David Brabham, figlio del fondatore Jack, mentre Stefan Johansson lasciò la Onyx dopo che il proprietario Peter Monteverdi gli comunicò che era disposto a confermarlo solo se avesse accettato di correre gratuitamente. Venne quindi sostituito proprio da Foitek, il cui padre deteneva una quota azionaria del team.
Dopo le prime due disastrose gare, Gary Brabham lasciò la Life; al suo posto fu ingaggiato l'esperto Bruno Giacomelli, che non correva dal 1983. Infine Emanuele Pirro tornò alla guida per la Scuderia Italia, dopo esser stato tenuto lontano dalle corse da un'epatite.
Ad Imola era inoltre prevista l'entrata in vigore dell'antidoping per i piloti, poi annullato all'ultimo momento e rinviato a data da destinarsi. I piloti ritenevano comunque la procedura inutile e dettata da ragioni demagogiche, in quanto a loro parere una sostanza dopante avrebbe avuto un effetto molto limitato e il suo utilizzo non sarebbe stato conveniente.

## Prequalifiche

### Resoconto

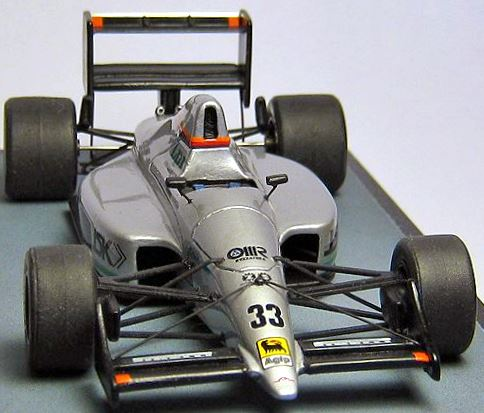
La Eurobrun ER189B di Roberto Moreno, con cui il brasiliano corse le prime gare 1990. A Imola riuscì a superare le prequalifiche agguantando l'ultimo posto disponibile

A pochi minuti dall'inizio delle prequalifiche Gabriele Tarquini, appena uscito dai box, fu costretto a fermarsi a causa di un problema di pressione della benzina. Nonostante lo sforzo del pilota, che cercò egli stesso di riparare il guasto, non riuscì più a girare nella sessione e venne quindi eliminato. Non poté prendere parte alle prequalifiche nemmeno il suo compagno di squadra, Yannick Dalmas, ancora dolorante dai postumi di un incidente occorsogli la settimana precedente proprio sul tracciato romagnolo. Anche Bruno Giacomelli ebbe una sessione tormentata, potendo compiere appena un giro prima che la rottura del motore, che inondò di olio la pista, lo fermasse.
Tra gli altri piloti Éric Bernard e Aguri Suzuki, su Larrousse, risultarono i più competitivi e si contesero il miglior tempo, ottenuto poi dal francese. Al terzo posto si classificò Olivier Grouillard su Osella che, insieme a Roberto Moreno, riuscì ad accedere alla sessione di qualifica. Vennero invece eliminati Bertrand Gachot su Coloni, nonostante una vettura evoluta e più leggera che però ancora non era competitiva, e Claudio Langes sulla seconda Eurobrun.

### Risultati
| Pos | N° | Pilota             | Costruttore           | Tempo       |
| --- | -- | ------------------ | --------------------- | ----------- |
| 1   | 29 | Éric Bernard       | Larrousse-Lamborghini | 1:26.475    |
| 2   | 30 | Aguri Suzuki       | Larrousse-Lamborghini | 1:27.344    |
| 3   | 14 | Olivier Grouillard | Osella-Ford           | 1:28.155    |
| 4   | 33 | Roberto Moreno     | EuroBrun-Judd         | 1:28.178    |
| NPQ | 31 | Bertrand Gachot    | Coloni-Subaru         | 1:33.554    |
| NPQ | 34 | Claudio Langes     | EuroBrun-Judd         | 1:34.272    |
| NPQ | 39 | Bruno Giacomelli   | Life                  | 7:16.212    |
| NPQ | 17 | Gabriele Tarquini  | AGS-Ford              | Senza tempo |
| NPQ | 18 | Yannick Dalmas     | AGS-Ford              | Senza tempo |

## Prove libere

### Resoconto

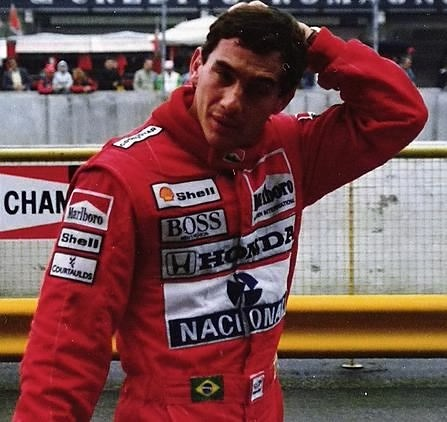
Ayrton Senna, qui fotografato a Imola nel 1989, ottenne sul tracciato romagnolo la sua quarantaquattresima pole position in carriera.

Durante le prove del venerdì mattina Alessandro Nannini fu protagonista di un incidente piuttosto violento con la sua nuova Benetton. Il pilota senese venne stretto da De Cesaris e poi spinto fuori pista alla curva del Tamburello; lo schianto provocò il danneggiamento della scocca, che dovette essere rispedita a Enstone per essere riparata e costrinse il team angloitaliano a rinunciare alla terza vettura. De Cesaris giustificò l'accaduto affermando di non essersi accorto del sopraggiungere del collega. Per quel che riguarda i tempi sul giro, il più veloce fu Ayrton Senna che girò in 1:24.496, staccando di circa sei decimi Nigel Mansell. Berger invece fu rallentato da problemi di natura elettronica, mentre Alesi e Warwick furono costretti ad interrompere la sessione di prove a causa della rottura dei rispettivi propulsori.
Il sabato fu invece Patrese a girare più veloce di tutti, fermando i cronometri in 1:24.610 e staccando Senna di un decimo e Alesi di cinque. Il brasiliano, così come Berger, era però impegnato nel collaudo di una nuova pinza dei freni arrivata nella notte. Anche Mansell svolse dei test di carattere aerodinamico, testando un nuovo assetto, rivelatosi però peggiore del precedente in termini di prestazioni.

### Risultati
Nella giornata di venerdì, si ebbe la seguente situazione:
| Pos | Nome             | Squadra/Motore   | Tempo    |
| --- | ---------------- | ---------------- | -------- |
| 1   | Ayrton Senna     | McLaren-Honda    | 1:24.496 |
| 2   | Nigel Mansell    | Ferrari          | 1:25.107 |
| 3   | Riccardo Patrese | Williams-Renault | 1:25.344 |

Nella giornata di sabato, si ebbe la seguente situazione:
| Pos | Nome             | Squadra/Motore   | Tempo    |
| --- | ---------------- | ---------------- | -------- |
| 1   | Riccardo Patrese | Williams-Renault | 1:24.610 |
| 2   | Ayrton Senna     | McLaren-Honda    | 1:24.784 |
| 3   | Jean Alesi       | Tyrrell-Ford     | 1:25.179 |

## Qualifiche

### Resoconto
Durante le prove del venerdì le McLaren monopolizzarono la prima fila, con Berger che ottenne il miglior tempo in 1:24.027, staccando di pochi centesimi il compagno di squadra, Ayrton Senna. Il pilota brasiliano, mentre si stava lanciando con il suo secondo set di gomme da qualifica, non poté migliorare il suo crono a causa di un grave l'incidente capitato a Pierluigi Martini. Il pilota della Minardi infatti uscì di pista alle Acque Minerali andandosi a schiantare violentemente contro le barriere, tanto che la sua vettura si ruppe in due parti lasciandogli scoperte le gambe. Soccorso immediatamente dai commissari, venne estratto dopo nove minuti e trasportato all'ospedale dove gli venne diagnosticata una microfrattura del malleolo con una prognosi di 25 giorni. A quattro decimi di distanza dal duo McLaren seguivano Patrese, a suo agio sulla pista romagnola, e Nigel Mansell, che andò incontro a diversi inconvenienti: l'inglese venne infatti ostacolato da ben quattro vetture nel suo giro veloce e dovette compiere una manovra istintiva per evitare Paolo Barilla, intraversatosi lungo la pista mentre l'inglese stava sopraggiungendo. Quinto Boutsen, rallentato da un problema ai freni, precedeva Alain Prost, parecchio in difficoltà: il francese, dopo aver iniziato le prove con la nuova 641/2 F1, decise di utilizzare il vecchio telaio, con cui si trovava meglio e avvertiva minori turbolenze, ma lamentava comunque una scarsa aderenza e risultò staccato di ben due secondi rispetto a Berger. A chiudere i primi dieci seguivano Jean Alesi, favorito dal nuovo motore da qualifica, Piquet, Martini, però impossibilitato a gareggiare, e Nannini.
La sessione di sabato partì con un ritardo di quasi mezz'ora per pulire la pista dai detriti lasciati dalla monoposto di Moreno, protagonista di un incidente durante la mattinata. Nonostante ciò, Senna conquistò la sua seconda pole position stagionale, migliorando il suo tempo di circa otto decimi e girando in 1:23.220. Riuscì quindi a scavalcare Berger, secondo e staccato di oltre cinque decimi. La seconda fila era invece occupata dalle due Williams di Patrese e Boutsen, mentre le Ferrari non andarono oltre la terza fila. Se Mansell aveva trovato traffico nel suo giro lanciato o comunque aveva commesso alcuni errori, Prost non era riuscito a trovare ancora il giusto feeling con la vettura, tanto che operò anche un cambio del tipo di pneumatico nel tentativo di migliorarsi. Le posizioni a seguire rimasero invariate, salvo per il fatto che Nannini si portò al nono posto e Warwick entrò tra i primi dieci, entrambi favoriti dall'infortunio di Martini, il quale, seppur avesse ottenuto il decimo crono, non poteva prendere parte alla gara. Impressionò Gugelmin, che dopo la mancata qualificazione in Brasile riuscì a qualificarsi in sesta fila davanti a Éric Bernard e Stefano Modena, passato dal 24º posto al 14°. L'ottava fila fu invece occupata da Aguri Suzuki e Philippe Alliot, che precedevano Andrea De Cesaris, protagonista nuovamente nella sessione di sabato di una serie di contestate manovre che avrebbero ostacolato Piquet; fatto che portò il team Benetton a sporgere un reclamo ufficioso al direttore di corsa per il comportamento del pilota romano. Riuscirono a qualificarsi anche i piloti di Onyx, Osella e Roberto Moreno sulla sua Eurobrun. L'infortunio di Martini permise anche il ripescaggio di Paolo Barilla, primo tra i non qualificati.
Al termine delle due sessioni Senna si dimostrò tranquillo per la gara e non risparmiò una frecciata a Prost, che non rispose alla provocazione. Berger, invece, affermò di aver avuto problemi al cambio e di non essere riuscito a fare il miglior tempo per aver commesso un errore nell'inserimento di una marcia, ma si dimostrava fiducioso per la prestazione della domenica, così come Patrese. Mansell, seppur seccato dagli errori in qualifica, promise una gara all'attacco, mentre Prost evidenziò un problema nell'utilizzo degli pneumatici da qualifica che, a suo dire, non riuscivano a garantire le prestazioni sperate.

### Risultati
| Pos                     | N° | Pilota             | Costruttore             | Q1       | Q2          |
| ----------------------- | -- | ------------------ | ----------------------- | -------- | ----------- |
| 1                       | 27 | Ayrton Senna       | McLaren - Honda         | 1:24.079 | 1:23.220    |
| 2                       | 28 | Gerhard Berger     | McLaren - Honda         | 1:24.027 | 1:23.781    |
| 3                       | 6  | Riccardo Patrese   | Williams - Renault      | 1:24.486 | 1:24.444    |
| 4                       | 5  | Thierry Boutsen    | Williams - Renault      | 1:25.832 | 1:25.039    |
| 5                       | 2  | Nigel Mansell      | Ferrari                 | 1:25.539 | 1:25.095    |
| 6                       | 1  | Alain Prost        | Ferrari                 | 1:26.080 | 1:25.179    |
| 7                       | 4  | Jean Alesi         | Tyrrell - Ford          | 1:26.138 | 1:25.230    |
| 8                       | 20 | Nelson Piquet      | Benetton - Ford         | 1:26.316 | 1:25.761    |
| 9                       | 19 | Alessandro Nannini | Benetton - Ford         | 1:26.889 | 1:26.042    |
| 10                      | 23 | Pierluigi Martini  | Minardi - Ford          | 1:26.466 | Senza tempo |
| 11                      | 11 | Derek Warwick      | Lotus - Lamborghini     | 1:28.055 | 1:26.682    |
| 12                      | 12 | Martin Donnelly    | Lotus - Lamborghini     | 1:27.151 | 1:26.714    |
| 13                      | 15 | Maurício Gugelmin  | Leyton House - Judd     | 1:29.339 | 1:26.836    |
| 14                      | 29 | Éric Bernard       | Larrousse - Lamborghini | 1:26.988 | 1:26.838    |
| 15                      | 8  | Stefano Modena     | Brabham - Judd          | 1:28.763 | 1:27.008    |
| 16                      | 30 | Aguri Suzuki       | Larrousse - Lamborghini | 1:27.211 | 1:27.068    |
| 17                      | 26 | Philippe Alliot    | Ligier - Ford           | 1:27.533 | 1:27.214    |
| 18                      | 22 | Andrea De Cesaris  | Scuderia Italia - Ford  | 1:27.570 | 1:27.217    |
| 19                      | 16 | Ivan Capelli       | Leyton House - Judd     | 1:29.904 | 1:27.521    |
| 20                      | 3  | Satoru Nakajima    | Tyrrell - Ford          | 1:27.746 | 1:27.532    |
| 21                      | 25 | Nicola Larini      | Ligier - Ford           | 1:27.642 | 1:27.564    |
| 22                      | 21 | Emanuele Pirro     | Scuderia Italia - Ford  | 1:27.849 | 1:27.613    |
| 23                      | 14 | Olivier Grouillard | Osella - Ford           | 1:28.590 | 1:28.009    |
| 24                      | 35 | Gregor Foitek      | Onyx - Ford             | 1:28.111 | 1:28.435    |
| 25                      | 33 | Roberto Moreno     | EuroBrun - Judd         | 1:28.603 | 1:31.653    |
| 26                      | 36 | Jyrki Järvilehto   | Onyx - Ford             | 1:28.625 | Non valido  |
| 27                      | 24 | Paolo Barilla      | Minardi - Ford          | 1:29.566 | 1:28.667    |
| Vetture non qualificate |    |                    |                         |          |             |
| NQ                      | 10 | Alex Caffi         | Arrows - Ford           | 1:29.242 | 1:28.699    |
| NQ                      | 9  | Michele Alboreto   | Arrows - Ford           | 1:29.615 | 1:28.797    |
| NQ                      | 7  | David Brabham      | Brabham - Judd          | 1:31.282 | 1:28.927    |

## Warm up

### Resoconto
Poco prima dell'inizio del warm up la direzione gara comunicò alla Minardi che Paolo Barilla non avrebbe preso il via, in quanto non veniva ritenuto possibile ammettere una vettura sulla griglia di partenza in sostituzione di quella di Martini, infortunatosi il venerdì. La Minardi riuscì poi a far valere le proprie ragioni e Barilla poté gareggiare.
Nel warm up la McLaren di Senna precedette di pochi centesimi la Ferrari di Mansell, in netta ripresa con il feeling della sua vettura, e l'austriaco Berger. Leggermente più staccato Boutsen, autore del quarto tempo.

### Risultati
Nel warm up si ebbe la seguente situazione:
| Pos | Nome           | Squadra/Motore | Tempo    |
| --- | -------------- | -------------- | -------- |
| 1   | Ayrton Senna   | McLaren-Honda  | 1:27.497 |
| 2   | Nigel Mansell  | Ferrari        | 1:27.587 |
| 3   | Gerhard Berger | McLaren-Honda  | 1:27.754 |

## Gara

### Resoconto

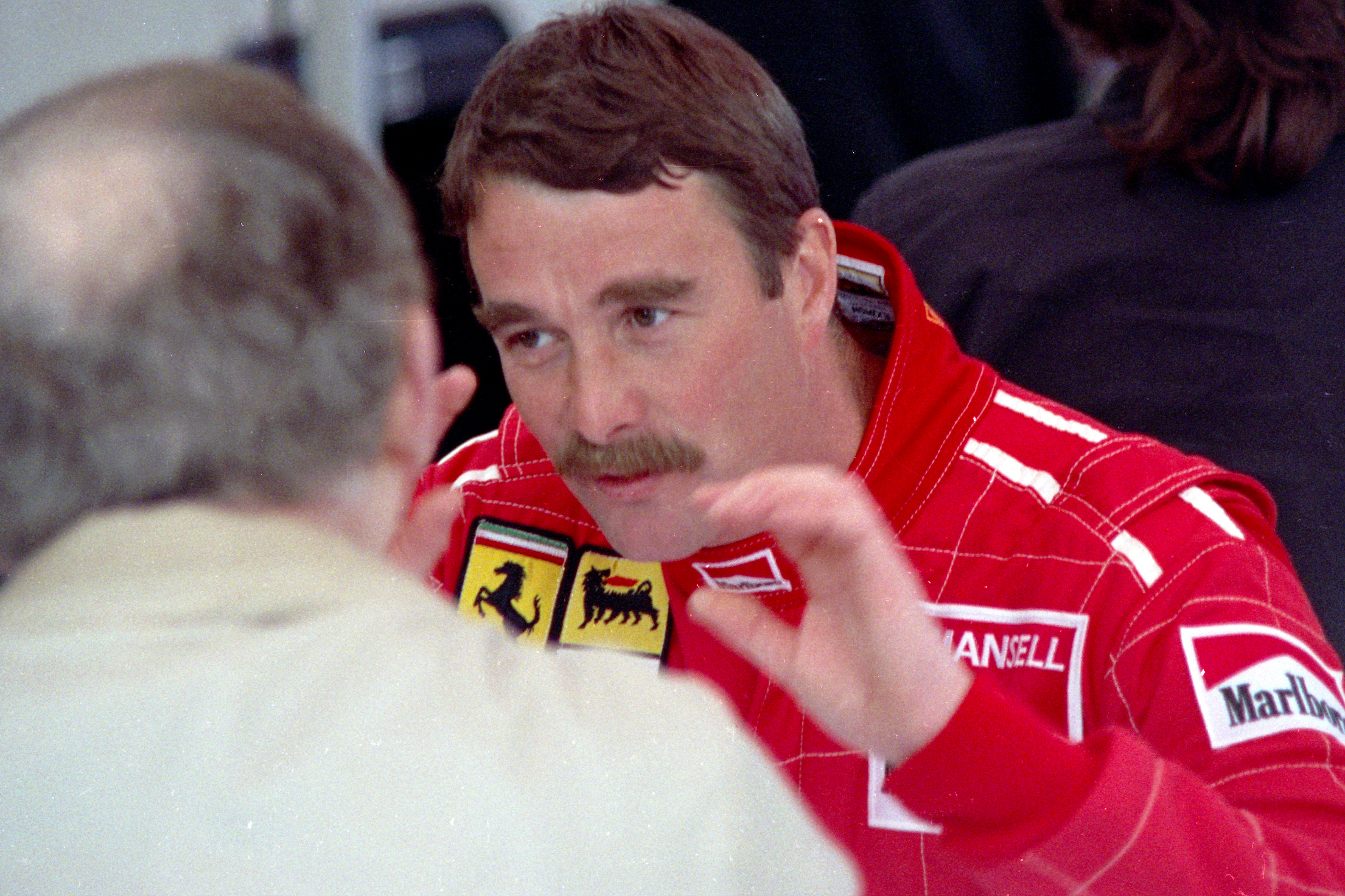
Nigel Mansell, protagonista di una lunga rimonta nella prima parte di gara, venne costretto al ritiro mentre occupava la seconda posizione

La gara si svolse in condizioni di tempo soleggiato davanti a circa 140.000 spettatori. Alla partenza molti piloti scattarono anticipatamente rispetto al verde (anche se nei fatti non venne penalizzato nessuno); Senna e Berger mantennero la testa della corsa, ma alle loro spalle un errore di Mansell, che mise due gomme nella sabbia, portò diversa polvere in pista, costringendo Capelli a una brusca frenata; l'italiano venne tamponato da Nakajima che distrusse completamente la sua vettura. Poco dopo, alla Tosa, Donnelly uscì di pista, evitando per poco di colpire qualche altro pilota. Nel frattempo Boutsen superava Berger, senza comunque riuscire ad avvicinarsi a Senna, mentre Alesi passò le due Ferrari. L'ordine di gara vedeva quindi Senna in testa, seguito da Boutsen, Berger, Patrese, Alesi, Mansell e Prost e rimase pressoché invariato fino al terzo giro, quando Senna si dovette ritirare con un cerchione rotto, lasciando la prima posizione a Boutsen. Contemporaneamente Mansell sopravanzò Alesi, riprendendosi il quarto posto, e poco dopo il francese mandò fuori pista Piquet in un tentativo di sorpasso, ma il pilota brasiliano riuscì a continuare. Nonostante il contatto gli avesse creato problemi di bilanciamento della vettura, rimontò diverse posizioni passando Alliot, le due Larrousse, Warwick e, infine, anche Alesi, che nel frattempo era andato in testacoda e accusava guai agli pneumatici.
Contemporaneamente, Berger, che aveva forzato la propria andatura annullando il distacco di circa cinque secondi che aveva su Boutsen, cominciò a pressare il pilota belga, che commise un errore inserendo la prima marcia al posto della terza e danneggiò il cambio. Al 17º passaggio fu costretto al ritiro per la rottura del motore; l'austriaco passò quindi in testa alla corsa, seguito da Patrese e Mansell, che stava rimontando piuttosto velocemente. Il pilota inglese, dopo che aveva visto il proprio attacco respinto dal pilota padovano alla Tosa al 19º giro, ritentò l'azione due tornate più tardi e, stavolta, riuscì a portarsi in seconda piazza. La classifica vedeva quindi Berger in testa con un vantaggio vicino ai cinque secondi su Mansell, che precedeva Patrese, Prost, Nannini e Piquet.

L'italiano Riccardo Patrese festeggia la vittoria del suo terzo Gran Premio in carriera, a sette anni dall'ultimo successo; a completare il podio, l'austriaco Gerhard Berger, secondo, e l'altro italiano Alessandro Nannini, terzo.

Al 27º giro, l'inglese della Ferrari incappò nel doppiaggio di De Cesaris che gli chiuse improvvisamente la traiettoria alla Rivazza, arrivando al contatto, poi rivelatosi innocuo, e facendogli perdere tempo. Liberatosi dell'italiano, Mansell cominciò ad aumentare il proprio ritmo di gara e al 34º giro passaggio raggiunse l'austriaco. Pochi giri più tardi cercò di attaccarlo all'esterno sulla salita che porta alla curva Villeneuve, ma Berger chiuse la traiettoria, mandandolo in testacoda; il ferrarista riuscì comunque a proseguire, riavvicinandosi nuovamente al rivale, ma poche tornate più tardi il motore della sua monoposto cedette, surriscaldato a causa dei detriti e dalla terra penetrati al suo interno nell'uscita di strada.
A questo punto, il ritiro di Mansell permise a Patrese di portarsi alle spalle di Berger. Dietro di loro seguivano Nannini, Prost, Piquet e Alesi. Patrese cominciò quindi a girare molto velocemente e al 43º passaggio raggiunse il rivale, ma commise un errore arrivando lungo alla Rivazza e dovette temporaneamente rallentare. Intanto, più indietro, si stava accendendo il duello per la terza posizione tra Nannini e Prost; entrambi accusavano alcune difficoltà, visto che l'italiano aveva problemi ai freni e il francese all'acceleratore. Al 51º giro, poi, Patrese passò al comando superando Berger alla Tosa tra l'entusiasmo del pubblico e condusse la gara fino al termine, conquistando la prima vittoria dopo sette anni. Dietro i due battistrada seguivano Nannini, autore del giro più veloce al penultimo passaggio, Prost, Piquet ed Alesi.

### Risultati
| Pos | N° | Pilota             | Costruttore           | Giri | Tempo/Ritirato                       | Partenza | Punti |
| --- | -- | ------------------ | --------------------- | ---- | ------------------------------------ | -------- | ----- |
| 1   | 6  | Riccardo Patrese   | Williams-Renault      | 61   | 1:30:55.478                          | 3        | 9     |
| 2   | 28 | Gerhard Berger     | McLaren-Honda         | 61   | +5.117                               | 2        | 6     |
| 3   | 19 | Alessandro Nannini | Benetton-Ford         | 61   | +6.240                               | 9        | 4     |
| 4   | 1  | Alain Prost        | Ferrari               | 61   | +6.843                               | 6        | 3     |
| 5   | 20 | Nelson Piquet      | Benetton-Ford         | 61   | +53.112                              | 8        | 2     |
| 6   | 4  | Jean Alesi         | Tyrrell-Ford          | 60   | +1 giro                              | 7        | 1     |
| 7   | 11 | Derek Warwick      | Lotus-Lamborghini     | 60   | +1 giro                              | 10       |       |
| 8   | 12 | Martin Donnelly    | Lotus-Lamborghini     | 60   | +1 giro                              | 11       |       |
| 9   | 26 | Philippe Alliot    | Ligier-Ford           | 60   | +1 giro                              | 16       |       |
| 10  | 25 | Nicola Larini      | Ligier-Ford           | 59   | +2 giri                              | 20       |       |
| 11  | 24 | Paolo Barilla      | Minardi-Ford          | 59   | +2 giri                              | 26       |       |
| 12  | 36 | Jyrki Järvilehto   | Onyx-Ford             | 59   | +2 giri                              | 25       |       |
| 13  | 29 | Éric Bernard       | Larrousse-Lamborghini | 56   | Problemi alla frizione               | 13       |       |
| Rit | 14 | Olivier Grouillard | Osella-Ford           | 52   | Problemi alla ruota anteriore destra | 22       |       |
| Rit | 2  | Nigel Mansell      | Ferrari               | 38   | Rottura al motore                    | 5        |       |
| Rit | 35 | Gregor Foitek      | Onyx-Ford             | 35   | Rottura al motore                    | 23       |       |
| Rit | 8  | Stefano Modena     | Brabham-Judd          | 31   | Problemi ai freni                    | 14       |       |
| Rit | 22 | Andrea De Cesaris  | Scuderia Italia-Ford  | 29   | Problemi alla ruota anteriore destra | 17       |       |
| Rit | 15 | Maurício Gugelmin  | Leyton House-Judd     | 24   | Problemi elettrici                   | 12       |       |
| Rit | 5  | Thierry Boutsen    | Williams-Renault      | 17   | Rottura al motore                    | 4        |       |
| Rit | 30 | Aguri Suzuki       | Larrousse-Lamborghini | 17   | Problemi alla frizione               | 15       |       |
| Rit | 27 | Ayrton Senna       | McLaren-Honda         | 3    | Rottura al cerchione di una ruota    | 1        |       |
| Rit | 21 | Emanuele Pirro     | Scuderia Italia-Ford  | 2    | Testacoda                            | 21       |       |
| Rit | 16 | Ivan Capelli       | Leyton House-Judd     | 0    | Collisione con S.Nakajima            | 18       |       |
| Rit | 3  | Satoru Nakajima    | Tyrrell-Ford          | 0    | Collisione con I.Capelli             | 19       |       |
| Rit | 33 | Roberto Moreno     | EuroBrun-Judd         | 0    | Problema all'acceleratore            | 24       |       |
| NP  | 23 | Pierluigi Martini  | Minardi-Ford          |      | Incidente                            |          |       |
| NQ  | 10 | Alex Caffi         | Arrows-Ford           |      |                                      |          |       |
| NQ  | 9  | Michele Alboreto   | Arrows-Ford           |      |                                      |          |       |
| NQ  | 7  | David Brabham      | Brabham-Judd          |      |                                      |          |       |
| NPQ | 31 | Bertrand Gachot    | Coloni-Subaru         |      |                                      |          |       |
| NPQ | 34 | Claudio Langes     | EuroBrun-Judd         |      |                                      |          |       |
| NPQ | 39 | Bruno Giacomelli   | Life                  |      |                                      |          |       |
| NPQ | 17 | Gabriele Tarquini  | AGS-Ford              |      |                                      |          |       |
| NPQ | 18 | Yannick Dalmas     | AGS-Ford              |      |                                      |          |       |

## Dopo gara
A fine gara Patrese apparve visibilmente soddisfatto del successo conquistato (che anni dopo definì la sua vittoria più bella) e, a differenza di quanto accaduto nel 1983, quando dopo essere uscito di pista fu sommerso dai fischi dei tifosi perché poco prima aveva preso la testa della corsa ai danni di Tambay che i ferraristi volevano vincente, venne applaudito dal pubblico presente. Anche Nannini espresse la sua soddisfazione per il risultato ottenuto, mentre Prost asserì di essere stato danneggiato da un contatto con Alesi a inizio gara che lo costrinse a cambiare strategia.
Ciò che tenne banco maggiormente al termine della gara fu la polemica tra Mansell e Berger: l'inglese accusava il rivale di avere fatto una manovra scorretta che gli era costata la probabile vittoria, mentre l'austriaco disse di avere agito regolarmente e di non sentirsi responsabile dell'accaduto. Non seguì comunque alcun provvedimento nei confronti dei piloti e il tutto venne considerato un normale incidente di gara.

## Classifiche

### Piloti
| Pos. | Pilota             | Punti |
| ---- | ------------------ | ----- |
| 1    | Ayrton Senna       | 13    |
| 2    | Alain Prost        | 12    |
| 3    | Gerhard Berger     | 12    |
| 4    | Riccardo Patrese   | 9     |
| 5    | Jean Alesi         | 7     |
| 6    | Thierry Boutsen    | 6     |
| 7    | Nelson Piquet      | 6     |
| 8    | Alessandro Nannini | 4     |
| 9    | Nigel Mansell      | 3     |
| 10   | Stefano Modena     | 2     |
| 11   | Satoru Nakajima    | 1     |

### Costruttori
| Pos. | Team             | Punti |
| ---- | ---------------- | ----- |
| 1    | McLaren-Honda    | 25    |
| 2    | Ferrari          | 15    |
| 3    | Williams-Renault | 15    |
| 4    | Benetton-Ford    | 10    |
| 5    | Tyrrell-Ford     | 8     |
| 6    | Brabham-Judd     | 2     |